# Солдатов, Андрей Алексеевич
Андрей Алексеевич Солда́тов (род. 4 октября 1975, Москва) — российский журналист-расследователь и писатель, специализирующийся на освещении спецслужб и интернета. Главный редактор сайта Agentura.ru.

## Биография
Сын Алексея Солдатова, под руководством которого в 1990 году на базе Курчатовского института была создана первая в СССР научная сеть с выходом в интернет, и который был учредителем и президентом «Релкома» в 1992—2002 годах, советником директора ФАПСИ в 1995—1997 годах, заместителем министра связи и массовых коммуникаций РФ в 2008—2010 годах.
Окончил факультет журналистики Московского государственного социального университета. В 1996 году — корреспондент отдела «Бизнес» по теме «рынок информационных технологий» газеты «Сегодня». В 1998 году — обозреватель журнала «Компания». В июне 1999 года опубликовал статью (в соавторстве с Дмитрием Бутриным) «Трест Рунет» о формировании первой ФПГ в российском Интернете и координации политических сетевых ресурсов перед выборами. В сентябре 1999 года вернулся в газету «Сегодня» (тема — спецслужбы). С июля 2000 года — обозреватель отдела политики газеты «Известия». В сентябре 2000 года вместе с группой журналистов-единомышленников создал «Агентура.ru», уволился из «Известий» в ноябре того же года. С января 2002 по май 2004 года — редактор отдела нацбезопасности газеты «Версия».
В ноябре 2002 года, после публикации репортажа со штурма «Норд-Оста», Федеральная служба безопасности РФ возбудила уголовное дело по подозрению в разглашении государственной тайны. В день сдачи номера с репортажем в редакцию «Версии» пришли сотрудники ФСБ и изъяли компьютер Солдатова и сервер редакции. Формальным предлогом для заведения уголовного дела была статья Солдатова «Маскировка», опубликованная в мае 2002 года. После серии допросов в Следственном управлении ФСБ в «Лефортово» дело затихло. В декабре 2002 года ФСБ вернула редакции сервер, в мае следующего года — рабочий компьютер Солдатова и прекратила уголовное дело.
С марта 2004 года сотрудничал с «Эхо Москвы», с июля того же года по май 2005 года писал для газеты «Московские новости», в том числе освещал захват заложников в Беслане. В декабре 2004 года в издательстве «Яуза» вышла книга Андрея Солдатова и Ирины Бороган «Новые игры патриотов. Спецслужбы меняют кожу 1991—2004 гг». Сотрудничал с журналом «Большая политика». С января 2006 года — обозреватель «Новой газеты», освещал для газеты Вторую ливанскую войну летом 2006 года и ситуацию в Секторе Газа (осень того же года). В 2009 году покинул «Новую газету».
В сентябре 2010 года в издательстве PublicAffairs (Perseus Group) вышла книга Андрея Солдатова и Ирины Бороган «The New Nobility: The Restoration of Russia’s Security State and the Enduring Legacy of the KGB» / «Новое дворянство» (по-русски книга вышла в 2011 году). Впоследствии книга была издана во Франции, России, Китае, Эстонии и Финляндии.
В сентябре 2015 года издательство PublicAffairs (Perseus Group) опубликовало книгу Андрея Солдатова и Ирины Бороган The Red Web: The Struggle Between Russia's Digital Dictators and the New Online Revolutionaries. В 2016 году книга вышла на русском языке под названием «Битва за Рунет: Как власть манипулирует информацией и следит за каждым из нас».
В 2021 году у Солдатова и Бороган вышла книга «Свои среди чужих» об отношениях политических эмигрантов и Кремля.
6 июня 2022 года МВД РФ объявило Солдатова в розыск. Солдатов, покинувший к этому времени Россию, в своих соцсетях написал, что уголовное дело в отношении него возбуждено 17 марта, а все его счета в российских банках в настоящее время арестованы. МВД не уточняет, по какой именно статье разыскивают журналиста.

## Премии и награды
В 2017 году вместе с Ириной Бороган стал лауреатом публицистической премии «ЛибМиссия» в номинации «Аналитика» за самую удачную книгу о текущем общественно-политическом процессе — «за книгу "Битва за Рунет: Как власть манипулирует информацией и следит за каждым из нас"».

## Книги
- Солдатов А. А., Бороган И. П. Новые игры патриотов. Спецслужбы меняют кожу. 1991-2004. — М.: Эксмо, Яуза, 2004. — 364 с. — (Тайная война). — 4000 экз. — ISBN 5-699-08730-3.
- Soldatov A. A., Borogan I. P. The New Nobility: The Restoration of Russia's Security State and the Enduring Legacy of the KGB[англ.]. — New York: Public Affairs, Perseus Books Group, 2010. (на русском языке — Солдатов А. А., Бороган И. П. Новое дворянство. Очерки истории ФСБ = The New Nobility: The Restoration of Russia's Security State and the Enduring Legaсy of the KGB. — Альпина Бизнес Букс, 2012. — 320 с. — 3000 экз. — ISBN 978-5-91657-439-5. и Солдатов А. А., Бороган И. П. Новое дворянство. Очерки истории ФСБ / Пер. О. Литвинова. — М.: Юнайтед Пресс. — 304 с. — 5000 экз. — ISBN 978-5-4295-0023-2.)
- Soldatov A. A., Borogan I. P. The Red Web: The Struggle Between Russia's Digital Dictators and the New Online Revolutionaries[англ.]. — New York: Public Affairs, 2015. — ISBN 978-1-61039-573-1.
- Солдатов А. А., Бороган И. П. Битва за Рунет. Как власть манипулирует информацией и следит за каждым из нас. — М.: Альпина Паблишер, 2016. — 342 с. — 500 экз. — ISBN 978-5-9614-5980-7.
- Андрей Солдатов, Ирина Бороган. Свои среди чужих. Политические эмигранты и Кремль: Соотечественники, агенты и враги режима. — М.: Альпина Паблишер, 2021. — 372 p. — ISBN 978-5-9614-3849-9.
- Irina Borogan, Andrei Soldatov. Our Dear Friends in Moscow: The Inside Story of a Broken Generation. — PublicAffairs, 2025. — 336 p. — ISBN 978-1541704459.